# Drnovk, Brda
Drnovk este o localitate din comuna Brda, Slovenia, cu o populație de 145 de locuitori.